# Fritz Bartholdt
Fritz Bartholdt (auch Fritz Barthold; * 7. Mai 1920 in Stettin; † 21. April 1988 in Berlin) war ein deutscher Schauspieler.

## Leben
Über das Leben des 1920 in Stettin, heute Szczecin, geborenen Fritz Bartholdt sind nur lückenhafte Informationen vorhanden. Öffentlich nachvollziehbare Nachweise einer Theatertätigkeit existieren ab 1960 für das Volkstheater Rostock, dem anschließend ein Engagement am Berliner Ensemble folgte. Ab 1964 stand er für die DEFA und für den Deutschen Fernsehfunk, der 1972 vom Fernsehen der DDR abgelöst wurde, vor der Kamera.
Fritz Bartholdt starb 1988 im Alter von 67 Jahren in Berlin.

## Filmografie
- 1964: Die Hochzeit von Länneken
- 1964: Das Leben meines Bruders[1]
- 1966: Der Staatsanwalt hat das Wort: Am Mozartplatz (Fernsehreihe)
- 1966: Die Reise nach Sundevit
- 1966: Die Tage der Commune (Theateraufzeichnung)
- 1967: Die Fahne von Kriwoj Rog
- 1968: Der Mord, der nie verjährt
- 1969: Der Staatsanwalt hat das Wort: Ich brauch’ kein Kindermädchen
- 1969: Der Staatsanwalt hat das Wort: Auf der Rennbahn
- 1970: Im Spannungsfeld
- 1970: He, Du!
- 1971: Optimistische Tragödie
- 1973: Polizeiruf 110: In der selben Nacht (Fernsehreihe)
- 1973: Die sieben Affären der Doña Juanita (Fernseh-Vierteiler)
- 1973: Polizeiruf 110: Freitag gegen Mitternacht
- 1974: Die Frauen der Wardins (Fernseh-Dreiteiler)
- 1974: Der aufhaltsame Aufstieg des Arturo Ui (Theateraufzeichnung)
- 1975: Polizeiruf 110: Der Mann
- 1975: Der Staatsanwalt hat das Wort: Hilfe für Maik
- 1975: Polizeiruf 110: Ein Fall ohne Zeugen
- 1979: Chiffriert an Chef – Ausfall Nr. 5
- 1980: Unser Mann ist König (Fernsehserie, 1 Episode)
- 1981: Peters Jugend
- 1981: Als Unku Edes Freundin war
- 1982: Polizeiruf 110: Der Unfall
- 1983: Polizeiruf 110: Auskünfte in Blindenschrift
- 1984: Erscheinen Pflicht
- 1986: Jan auf der Zille
- 1986: Blonder Tango

## Theater
- 1960: Johannes Mario Simmel: Der Schulfreund (Ludwig Fuchs) – Regie: Hanns Anselm Perten (Volkstheater Rostock)
- 1962: Harald Hauser: Night step (Hauptmann der Bundeswehr) – Regie: Hanns Anselm Perten (Volkstheater Rostock)
- 1962: Bertolt Brecht: Schweyk im Zweiten Weltkrieg – Regie: Erich Engel/Wolfgang Pintzka (Berliner Ensemble)
- 1963: Rudolf Wagner-Régeny: Persische Späße (Charkutier) – Regie: Hanns Anselm Perten (Volkstheater Rostock)
- 1965: Peter Weiss: Die Verfolgung und Ermordung Jean Paul Marats dargestellt durch die Schauspielgruppe des Hospizes zu Charenton unter Anleitung des Herrn de Sade (Sänger) – Regie: Hanns Anselm Perten (Volkstheater Rostock)
- 1967: Bertolt Brecht nach Maxim Gorki: Die Mutter – Regie: Manfred Wekwerth (Berliner Ensemble)
- 1978: Bertolt Brecht: Coriolan (Cominius) – Regie: Manfred Wekwerth/Joachim Tenschert (Berliner Ensemble)
- 1979: Bertolt Brecht: Herr Puntila und sein Knecht Matti – Regie: Peter Kupke (Berliner Ensemble)
- 1982: Friedrich Dürrenmatt: Die Physiker – Regie: Jochen Ziller (Berliner Ensemble)

## Hörspiel
- 1964: K. M. Walló: Die Prinzessin mit dem goldenen Stern (König Störenfried) – Regie: Renate Thormelen (Kinderhörspiel – Litera)